# カリフォルニア・ロケット
カリフォルニア・ロケットとは、ミルタザピンとSNRI、もしくはSSRIを併用するうつ病の治療法。

## 概要
アメリカ合衆国の精神薬理学者スティーブン・M・ストールが考案した療法で、単剤処方では十分な治療効果が得られない難治性うつ病を異なる作用の抗うつ薬で神経伝達物質のさらなる増加を図るものである。これにより臨床現場ではとりわけサインバルタもしくはイフェクサーとNaSSaのミルタザピン（リフレックス・レメロン）の併用を好んで行うようになった。
電気けいれん療法の実例が少ない州で、難治性うつ病に用いるために併用されたという背景であり、実証性があるということではない、さらに実証の臨床現場では間違った組み合わせで用いられていたりもする。

## 作用
SSRIはセロトニンを放出するシナプスのセロトニントランスポーターに選択的に作用し、セロトニン再取り込みを阻害し（SNRIの場合はノルアドレナリンも）結果的にセロトニンやノルアドレナリン濃度を高くする。
一方のNaSSaはシナプス前α2-自己受容体とヘテロ受容体に対してアンタゴニストとして作用し、ノルアドレナリンとセロトニン（5-HT）の神経伝達を増強するため、セロトニンやノルアドレナリンを直接的に増やす効果がある。
よってこの2剤を併用した場合セロトニン・ノルアドレナリンが減りにくい環境の中さらに直接的に神経伝達物質を増やすためより強力な抗うつ効果を発揮するというものである。

## 副作用
相乗効果が期待できる分副作用のリスクが高まり、セロトニン症候群への注意はさらに必要である。また賦活症候群や躁転が見られた場合速やかに投薬を中止することが求められる。